# Кореопсис трёхкрылый
Корео́псис трёхкры́лый, или Кореопсис трёхли́стный лат. Coreópsis triptéris — вид травянистых растений рода Кореопсис (Coreopsis) семейства Астровые (Asteraceae).

## Ботаническое описание
|                                                |
|                                                |
|                                                |
| Цветок, листья и общий вид Coreopsis tripteris |

Coreopsis tripteris — многолетнее травянистое растение высотой 1,2—2,5 м, один из самых высоких видов рода. Стебель одиночный, ветвится к вершине.
Листья простые у основания стебля, трёх- и пятидольчатые к вершине.
Цветки — жёлтого цвета с коричневым диском, 3—5 см. Цветёт в июле-сентябре.

## Ареал и местообитание
Растёт в центральных и юго-восточных штатах США. Встречается в светлых лесных массивах и прериях.